# Straßenradsport-Europameisterschaften 2025
Die Straßenradsport-Europameisterschaften 2025 (2025 UEC Road European Championships) sollen vom 1. bis 5. Oktober in den französischen Départements Drôme und Ardèche ausgetragen werden.
Es werden 13 Entscheidungen auf dem Programm stehen: jeweils ein Straßenrennen und ein Einzelzeitfahren für Frauen und Männer, U23-Männer, Juniorinnen und Junioren sowie eine Mixed-Staffel.